# Terremoti in Italia nel XIX secolo
La seguente lista contiene la cronologia dei principali terremoti avvenuti nella regione geografica italiana nel XIX secolo.
| Data              | Luogo                                                               | Potenza                      | Area interessata e Descrizione | Vittime                                              | Dettagli                        |
| ----------------- | ------------------------------------------------------------------- | ---------------------------- | --- | ---------------------------------------------------- | ------------------------------- |
| 12 maggio 1802    | Pianura Bresciana (45.47 10.27)                                     | Mʷ 5,8 (8°-9°)               | L'epicentro del terremoto fu nei dintorni di Soncino, in provincia di Cremona. Molti danni e diversi crolli. | 2                                                    | dettagli                        |
| 26 luglio 1805    | Monti del Matese (41.47 14.48)                                      | Mʷ 6,7 (9°)                  | Il sisma avvenne alle ore 22:00. A Napoli grazie alla soprelevazione dell'edificio del Real Museo Borbonico il gran salone regge durante il terremoto. A Campobasso gravi perdite umane e materiali, fra cui il duecentesco convento dei Celestini. | 5.573                                                | dettagli                        |
| 26 agosto 1806    | Colli Albani (41.73 12.72)                                          | Mʷ 5,6 (9°-10°)              | È stato il più violento terremoto prodotto dal Vulcano dei Colli Albani. Ebbe i massimi effetti, provocando vittime e feriti, nei paesi di Rocca di Papa, Velletri, Genzano e danni gravi in altri 14 paesi limitrofi (Nemi, Frascati, Lanuvio, Zagarolo ecc.). Interi quartieri, palazzi, chiese, cattedrali e conventi crollarono. Danni anche a Roma. La scossa fu avvertita fino a Napoli. Gli abitanti, spaventati, di Roma e dei Colli Albani organizzarono messe solenni e processioni in onore della Beata Vergine. A Nemi, vi fu la comparsa momentanea di un piccolo bacino sulfureo; fu notata un'insolita e grande agitazione delle acque del mare a sud di Roma e un abbassamento del livello delle acque del Tevere. Un pubblico consiglio decretò di celebrare la data del 26 agosto per ricordare l'evento. | vittime e numerosi feriti a Genzano e Rocca di Papa. | -                               |
| 2 aprile 1808     | Piemonte, Val Pellice, provincia di Torino (44.84 7.25)             | M˪ 5,6 Mᵉ 5,7 (8°)           | Questa rovinosa scossa di terremoto sì verificò alle ore 17:43 tra i comuni di Angrogna e Luserna San Giovanni, nel torinese. La durata della scossa è stata di 20 secondi a Torino (40 secondi a Grenoble). Vi furono gravissimi danni al patrimonio edilizio con crolli totali, numerosi crolli parziali e gravi lesioni a tutti gli edifici, molti dei quali divennero pericolanti e inabitabili. Ci furono decine di feriti nei comuni più prossimi all'epicentro, un numero imprecisato di capi di bestiame coinvolti dal crollo degli edifici e pure due persone decedute a San Germano e a Vigone. Il periodo sismico si protrasse fino alla fine di ottobre, danneggiando gravemente i paesi delle valli dei torrenti Pellice e Chisone, nel circondario di Pinerolo. Il panico indusse la popolazione di numerose località a cercare scampo nelle campagne. L'area di risentimento fu entro un raggio di 280-300 chilometri (Ginevra, Milano, Genova, Marsiglia, Lione e Dipartimento della Loira). Dopo la scossa principale, altre di forte potenza alla sera alle ore 21:15 di magnitudo 5, poi il 16 aprile di ben 5,3, il 18 aprile di 5,1 e il 20 aprile di magnitudo 4,8. | 2                                                    | - Pdf - Informazioni - Dettagli |
| 25 ottobre 1812   | Prealpi Friulane occidentali (46.03 12.49)                          | Mʷ 5,7 (7°-8°)               | - | -                                                    | -                               |
| 3 aprile 1814     | Zona Livorno (43.56 10.43)                                          | M˪ 5,1 (6°-7°)               | - | -                                                    | -                               |
| 20 febbraio 1818  | Mar Ionio Meridionale, Golfo Catanese (37.53 15.18)                 | Mʷ 6,3 (9-10°)               | Epicentro a Zafferana Etnea. 29 vittime sepolte dalle macerie della chiesa Madre. | 34                                                   | -                               |
| 23 febbraio 1818  | Mar Ligure (43.88 8.08)                                             | Mʷ 5,7 (9°)                  | Epicentro al confine con la Francia. Terremoto fortissimo e rovinoso a Sanremo e Porto Maurizio; gravi danni ad Alassio e Diano Castello. Le scosse più o meno forti perdurarono per tutto l'anno. | -                                                    | -                               |
| gennaio 1819      | Appennino Ligure occidentale (43.93 8.03)                           | Mʷ 5,7 (9°)                  | Terremoto fortissimo lungo tutta la Riviera di Ponente; rovinoso a Porto Maurizio e Sanremo. | -                                                    | -                               |
| 1820              | Monte Lauro (37.16 14.72)                                           | Mʷ 5,6 (8°-9°)               | Crolla la chiesa della Matrice Nuova. | -                                                    | -                               |
| 5 marzo 1823      | Madonie (38.00 14.11)                                               | Mʷ 6,1 (9°)                  | Lesioni Gravi e crolli nei comuni della costa tirrenica della Sicilia tra Palermo e Patti. Danni più gravi a Naso, Palermo, Ciminna, Godrano. La scossa fu avvertita in tutta la Sicilia. | 20 circa                                             | -                               |
| 1º febbraio 1826  | Appennino Lucano centrale (40.46 15.64)                             | Mʷ 6,1 (9°-10°)              | Colpì gravemente Melfi, Potenza, Tito e Satriano. Molti danni. I morti furono tanti, non si conosce il numero esatto. | -                                                    | -                               |
| 9 ottobre 1828    | Appennino ligure, Val Curone, provincia di Alessandria (44.82 9.05) | M˪ 5,7 Mᵉ 5,8 (7°-8°)        | Questo forte evento sismico si verificò in Piemonte presso il comune di Brignano-Frascata. Nella notte tra l'8 e il 9 ottobre 1828, nell'alto Monferrato, intorno alla Valle Scrivia, un forte boato preannunciò una violenta scossa, che durò 10 secondi circa. Non vi furono però danni gravissimi. Nei giorni successivi diverse le scosse di assestamento, e molta gente preferì accamparsi all'aperto. La scossa fu sentita in gran parte del nord-ovest italiano, a Lugano in Svizzera, persino a Marseille in Francia, nella Toscana e a Ravenna in Emilia Romagna. | 19                                                   | Dettagli                        |
| 11 aprile 1828    | Adriatico centrale (43.78 13.76)                                    | M˪ 5,4 (7°)                  | Forte scossa di terremoto con epicentro al largo di Ancona danneggia la città e provoca lievi lesioni nei dintorni di essa. |                                                      |                                 |
| 26 maggio 1831    | Val Taggia (43.88 7.90)                                             | M˪ 5,5 (8°-9°)               | Il terremoto di Taggia fu un evento naturale catastrofico che colpì la zona dell'imperiese, tra i maggiori centri urbani di Taggia e Sanremo, la mattina del 26 maggio 1831. Con un magnitudo stimato intorno ai 5,5 - e che provocò danni a circa quindici paesi e borghi del circondario ponentino, basso piemontese e nizzardo - è considerato per gravità secondo dopo il più devastante e luttuoso terremoto di Diano Marina del 1887. | -                                                    | dettagli                        |
| 13 gennaio 1832   | Piana Folignate (42.97 12.67)                                       | M˪ 5,3 (7°-8°)               | - | 40-50                                                | Vedi testo su Wikisource        |
| 8 marzo 1832      | La Sila Crotonese (39.09 16.80)                                     | Mʷ 6,4 (9°-10°)              | - | Più di 200                                           | -                               |
| 1833              | Valle Fiorita (38.80 16.42)                                         | Mʷ 5,8 (8°-9°)               | Danni per 60 000 ducati nel comune di Amaroni (Catanzaro) | 4                                                    | -                               |
| 23 maggio 1835    | Piemonte, provincia di Cuneo (44.33 7.55)                           | M˪ 4,9 (6°-7°)               | L'evento sismico si verificò alle ore 09:30 locali in prossimità del comune di Boves, nel cuneese. Due ore dopo fu avvertita una replica più leggera. Le due scosse colpirono il medesimo paese dove causarono la caduta di molti fumaioli e l’apertura di leggere lesioni nelle murature; fu particolarmente danneggiato l’ospedale nel quale una camerata divenne pericolante. Non sono attestati effetti in nessuna località vicina come Cuneo o Peveragno. | -                                                    | -                               |
| 12 ottobre 1835   | Valle del Crati (39.31 16.29)                                       | Mʷ 6,1 (9°-10°)              | Molti danni in gran parte del cosentino. Oltre 240 feriti | 115 circa                                            | -                               |
| 25 aprile 1836    | Bassa Piana di Sibari ionica (39.52 16.68)                          | Mʷ 6,2 (10°)                 | Colpì in Calabria soprattutto Rossano, dove gran parte dell'abitato andò distrutto. | oltre 200                                            | dettagli                        |
| 14 febbraio 1838  | Subappennino Umbro (42.87 12.93)                                    | Mʷ 5,7 (9°)                  | Crollo di molti edifici. Forse collegate a questo terremoto le due forti scosse senza danni avvertite a Spoleto il 5 gennaio dello stesso anno. | -                                                    | -                               |
| 1845              | Materano (40.65 16.29)                                              | M˪ 5,1 (6°-7°)               | - | -                                                    | -                               |
| 14 agosto 1846    | Valle Pisana (43.52 10.51)                                          | Mʷ 5,7 (8°-9°)               | Fu gravemente danneggiata la Chiesa di Santa Lucia, e crollò la Chiesa di San Lorenzo. Risulta essere stato l'evento più forte di tutta la Toscana costiera | -                                                    | -                               |
| 11 gennaio 1848   | Mar Ionio Meridionale, Golfo di Augusta (37.36 15.17)               | Mʷ 5,8 (8°)                  | Percepita in tutta la Sicilia e a Malta. Augusta è la città più colpita. Danni a Catania e Siracusa | -                                                    | -                               |
| 14 agosto 1851    | Vulture (40.96 15.67)                                               | Mʷ 6,3 (10°)                 | I maggiori effetti si ebbero nel Vulture-Melfese. Praticamente distrutte Barile e Melfi | 1.000 circa                                          | dettagli                        |
| 9 aprile 1853     | Irpinia meridionale (40°49′01.2″N 15°13′01.2″E)                     | Mʷ 6,0 (9°-10°)              | Crolli parziali o totali di edifici e danni diffusi. Centro più colpito Caposele | 13                                                   | dettagli                        |
| 12 febbraio 1854  | Valle del Crati (39.25 16.30)                                       | Mʷ 6,2 (9°-10°)              | - | Circa 500                                            | -                               |
| 16 dicembre 1857  | Val d'Agri (40.35 15.80)                                            | Mʷ 7,1 (10°-11°)             | Nell'abitato di Montemurro oltre 3000 vittime su una popolazione di 7 500 abitanti. Tutti i comuni della provincia di Salerno e di Potenza vennero quasi completamente rasi al suolo. Fu avvertito fino a Terracina. | 12.000 circa                                         | dettagli                        |
| 22 agosto 1859    | Umbria                                                              | Mʷ 6,0 (8°-9°)               | Danni più gravi a Norcia, dove crollarono il Municipio, Porta Romana e il campanile del Duomo. Danni ingenti e inagibilità nelle chiese di S. Agostino e S. Francesco. Delle 676 abitazioni esistenti, ne sopravvissero solo 600. | 101                                                  | -                               |
| 18 luglio 1865    | Macchia di Giarre                                                   | Mʷ 5,8 (8°-9°)               | Contrada Fondomacchia: 47 feriti, circa 150 edifici distrutti. | 64                                                   | -                               |
| 4 ottobre 1870    | Calabria centrale                                                   | Mʷ 6,1 (8°-9°)               | - | Più di 500                                           | -                               |
| 12 marzo 1873     | Marche meridionali                                                  | 5,9 Richter VIII-IX Mercalli | Danni, ma non ci furono vittime. | -                                                    | dettagli                        |
| 29 giugno 1873    | Provincia di Belluno                                                | 6,3 Richter IX Mercalli      | Danni e vittime anche nel trevigiano orientale | 80                                                   | dettagli                        |
| 12 luglio 1873    | Val di Comino                                                       | VII-VIII Mercalli            | Lesioni e alcuni crolli | -                                                    | -                               |
| 6 dicembre 1875   | Provincia della Spezia                                              | 6,2 Richter                  | Sentito fortemente anche a Massa, Carrara, Sestri Levante e Genova. Qualche danno agli edifici a La Spezia. | -                                                    | -                               |
| 8 giugno 1878     | Piemonte, Valle Maira, provincia di Cuneo (44.44 7.36)              | 4,9 Richter VI-VII Mercalli  | Questo terremoto si verificò alle ore 00:25 locali nei pressi di Dronero e colpì in particolare il cuneese. Gli effetti maggiori avvennero a Cartignano dove la scossa causò la caduta di tetti e l'apertura di screpolature nella canonica e a Cuneo dove crollò qualche camino e ci furono scrostamenti di vecchi muri; il terremoto fu fortissimo a Santa Margherita; fu molto forte a Santo Stefano Belbo; fu forte a Saluzzo dove causò lo spostamento di mobili nelle case, ad Alba, Barge, Boves, Casteldelfino, Crissolo, Mondovì, Verzuolo. | -                                                    | -                               |
| 1878              | Umbria                                                              | 5,3 Richter                  | - | -                                                    | -                               |
| 10 settembre 1881 | Abruzzo meridionale                                                 | 5,7 Richter VIII Mercalli    | Area pedemontana orientale della Majella. Principali località interessate: Orsogna (epicentro), Guardiagrele, Ortona, Lanciano. | 10                                                   | -                               |
| 28 luglio 1883    | Casamicciola, Isola d'Ischia                                        | 5,8 Richter XI Mercalli      | Un terribile sisma distrugge gran parte della cittadina termale di Casamicciola. 762 feriti. | 2.313                                                | dettagli                        |
| 10 giugno 1884    | Abruzzo, Marche                                                     | Mʷ 6,4 (9°-10°)              | Terremoto sulla costa abruzzese tra Pescara ed Ascoli, avvertito anche nell'entroterra. Danni a Penne, Atri e Città Sant'Angelo | -                                                    | -                               |
| 17 settembre 1885 | Valle Caudina, Campania                                             | -                            | Danni sensibili a Benevento, avvertito anche nel resto della regione | -                                                    | -                               |
|                   |                                                                     |                              | |                                                      |                                 |
| 5 settembre 1886  | Piemonte, Val Sangone, provincia di Torino (45.04 7.31)             | 5,2 Richter VII Mercalli     | Questo forte terremoto si verificò alle ore 21:20 presso la borgata Baronera, nel comune di Giaveno in provincia di Torino. I danni più gravi si verificarono a Coazze e Pinasca (crepe in tutti gli edifici e caduta di camini), a Chiusa di San Michele e Vaie (crepe e caduta di tegole), nonché a Volvera. Lesioni meno significative e meno diffuse a Caprie (Chiavrie), San Francesco al Campo, Sciolze e Melezet. Fu forte ma non provocò danni, solo al più lievi, in molte altre località piemontesi. | -                                                    | -                               |
| 23 febbraio 1887  | Diano Marina, Liguria                                               | 6,5 Richter X Mercalli       | Un violento sisma sconvolge l'attuale provincia di Imperia. Diversi i comuni semidistrutti dal terremoto. Oltre 1.000 feriti e 100.000 senzatetto. | 644                                                  | dettagli                        |
| 1888              | Teramo, Abruzzo                                                     | -                            | Distruzioni di casali | -                                                    | -                               |
| 1889              | Abruzzo, Lazio                                                      | -                            | Terremoto fra Sulmona e Castel di Sangro con propagazione fino a Cassino. Danni agli edifici | -                                                    | -                               |
| 5 marzo 1892      | Piemonte, Canavese, provincia di Torino (45.57 7.80)                | 5,0 Richter VII Mercalli     | Questo forte terremoto si verificò in prossimità del comune di Quincinetto, nel torinese. I maggiori effetti in termini di danni si ebbero nella vicinissima Valle d'Aosta soprattutto a Outrefer (VII-VIII) e Hône (VII). La scossa fu avvertita, anche fortemente, in molti luoghi del Piemonte soprattutto nella medesima provincia ad Andrate, Baio Dora, Fiorano Canavese, Pavone Canavese, Vico Canavese e Vistrorio. | -                                                    | -                               |
| 10 agosto 1893    | Gargano                                                             | 5,4 Richter VIII Mercalli    | Mattinata | 4                                                    | dettagli                        |
| 8 agosto 1894     | Versante orientale dell'Etna                                        | -                            | Colpisce un'area alquanto ristretta. Gravi danni ad Acireale, Santa Venerina, Zafferana Etnea | 15                                                   | -                               |
| 16 novembre 1894  | Stretto di Messina, Sicilia e Calabria                              | -                            | Un violento terremoto con epicentro a Palmi. Inizia così, nell'area dello Stretto di Messina, un periodo di grande instabilità sismica che originerà i terremoti in Calabria del 1905 e 1907 seminando morte e distruzione e culminando nel grande terremoto del 1908. Miracolo della Madonna del Carmine. | 100 (9 a Palmi)                                      | dettagli                        |
| 18 maggio 1895    | Toscana, Chianti, Firenze                                           | 5,4 Richter VIII Mercalli    | Interessò parte del Chianti fiorentino con effetti fino all'VIII grado della Scala Mercalli e la città di Firenze dove raggiunse il VII grado della medesima scala: è stato finora il più intenso evento sismico nella città di Firenze nel corso della sua storia, dove si verificarono danni parziali ad edifici residenziali e monumentali (crollo parziale del chiostro della certosa, lesioni al campanile di Giotto, al battistero, alla cattedrale, alla basilica di Santa Croce, alla basilica di San Lorenzo e alla chiesa di Santa Maria del Carmine. A sud di Firenze vi furono numerosi crolli presso edifici rurali e residenziali, con grave danneggiamento della villa medicea di Lappeggi e di varie chiese. | 4                                                    | dettagli                        |
| 28 giugno 1898    | Sabina, tra Rieti e Santa Rufina                                    | 5,8 Richter VIII Mercalli    | L'assenza di crolli totali evita un alto numero di vittime, ma nessun edificio è risparmiato dai danni; i danneggiamenti gravi sono diffusissimi e la maggior parte delle abitazioni rimane inagibile. La quasi totalità degli abitanti fu sfollata e alloggiata in 4000 tende. La maggior parte degli edifici civili e religiosi, anche di costruzione recente, soffre il crollo di strutture portanti e necessita lunghe riparazioni o abbattimento. Raso al suolo il villaggio di Cupaello di Sotto. | 7                                                    | dettagli                        |
| 26 giugno 1899    | Toscana, Calvana, Prato                                             | 5,1 Richter VII Mercalli     | Interessò gran parte della provincia di Prato con effetti fino al VII grado della Scala Mercalli: è stato finora il più intenso evento sismico nella città di Prato nel corso della sua storia, dove si verificarono danni parziali ad edifici residenziali (caduta di cornicioni e comignoli) e monumentali (danni al Palazzo Pretorio e al Santuario della Madonna del Soccorso) | Danni                                                | dettagli                        |
| 19 luglio 1899    | Lazio, Colli Albani, Roma                                           | 5,2 Richter VIII-IX Mercalli | È stato il terzo più violento terremoto prodotto dal Vulcano dei Colli Albani (dopo quelli del 1806 e del 1438) e colpì sia tutta l'area dei Colli Albani che Roma. Ebbe i massimi effetti a Frascati e Marino dove causò crolli e lesioni gravi. Molte ville storiche, come villa Torlonia, Senni, Rasponi, Aldobrandini, Muti e il palazzo della Ruffinella, subirono danni, gravi lesioni e strapiombamenti. Vi furono alcuni crolli parziali e lesioni a Grottaferrata, Zagarolo, Rocca di Papa, Monte Compatri, Monte Porzio Catone, Genzano, Ariccia, Albano Laziale, Castel Gandolfo. A Roma si ebbero crolli parziali e lesioni, anche in monumenti importanti, la chiesa del Gesù, San Giovanni in Laterano, palazzo Chigi, palazzo Sciarra, mura aureliane. Non ci furono morti, ma moltissimi feriti a Roma, Frascati, Monte Compatri e Albano Laziale. La scossa provocò emanazioni di anidride carbonica e agitazione del lago vulcanico di Albano. | -                                                    | -                               |